# MonaVie
MonaVie LLC (читается «монави́») — компания по производству продуктов питания, изготовленных из смеси ягод и фруктов. Занимает 14 место в рейтинге «$100 Million Club» (2009г) ведущих компаний мира в индустрии прямых продаж (по оценке самих участников рейтинга, без предоставления подтверждения доходов).
Имеет высшую экспертную оценку «А+» Better Business Bureau (BBB). Продукция MonaVie представлена более чем в 20 странах мира, и распространяется через дистрибьюторов по принципу сетевого маркетинга.

## О продуктах

### Состав
Продукция MonaVie содержит бразильскую ягоду асаи, которая содержит наибольшее количество антиоксидантов среди всех ягод и фруктов. Антиоксиданты теоретически снижают количество свободных радикалов в организме.
Однако количество натуральных составляющих в напитках MonaVie невелико. И они проходят серьезную промышленную обработку, что значительно снижает их пищевую ценность.

### Медицинский эффект и безопасность
Компания никогда не утверждала, будто её продукция способствует общему здоровью и хорошему самочувствию. Все подобные заявления — дело дистрибьюторов. Исследований, подтверждающих медицинский эффект, не проводилось, FDA ставит под сомнение безопасность продукции компании.
Всего два наименования продукции компании — напитки «MonaVie Active» и «Mona Vie E MV» прошли проверку на безопасность в России, и могут распространяться на законных основаниях. Сведения о проверке безопасности остальной продукции MonaVie в РФ пока отсутствуют.
Никаких шагов по легализации своей продукции MonaVie более не предпринимает.

## Руководство
Во главе компании стоят 5 человек, имеющих только такие незначительные достижения как «Ernst & Young Enterpreneur of the Year» (Премия «Предприниматель года»), выданная частной компанией за деньги.
1. Даллин Ларсен[6] (основатель, председатель и главный исполнительный директор).
2. Хенри Марш[7] (основатель и вице-председатель).
3. Рэнди Ларсен[8] (основатель и вице-председатель).
4. Дэл Браун[9] (президент и главный операционный директор).
5. Маурисио Белора (президент и генеральный директор).

## Критика
В ряде публикаций ставится под сомнение разрекламированная уникальность полезных свойств продуктов из асаи. В 2007 американское государственное Управление по контролю качества продуктов и лекарств вынесло официальное предупреждение распространителю MonaVie Кевину Воуксу за публикацию на сайте недостоверных сведений о якобы лечебных свойствах MonaVie. С тех пор ещё ряд изданий, в частности, Forbes и Newsweek сообщали о случаях медицински некорректной рекламы MonaVie. Впрочем, в одном из интервью Рэнди Ларсен сказал, что «компания борется с независимыми распространителями, которые рекламируют сок как чудодейственное средство».
Напитки «MonaVie» имеют в составе консервант Е211, (бензоат натрия) то есть не являются соками или нектарами, а только сокосодержащими напитками, с массовой долей сока не менее 10 %. Кроме того, как известно, бензоат натрия вступает в реакцию с витамином С, с образованием высокотоксичного вещества — бензола. Поэтому данный консервант не применяется в продукции, не прошедшей серьезную промышленную обработку.